# レルゾライト

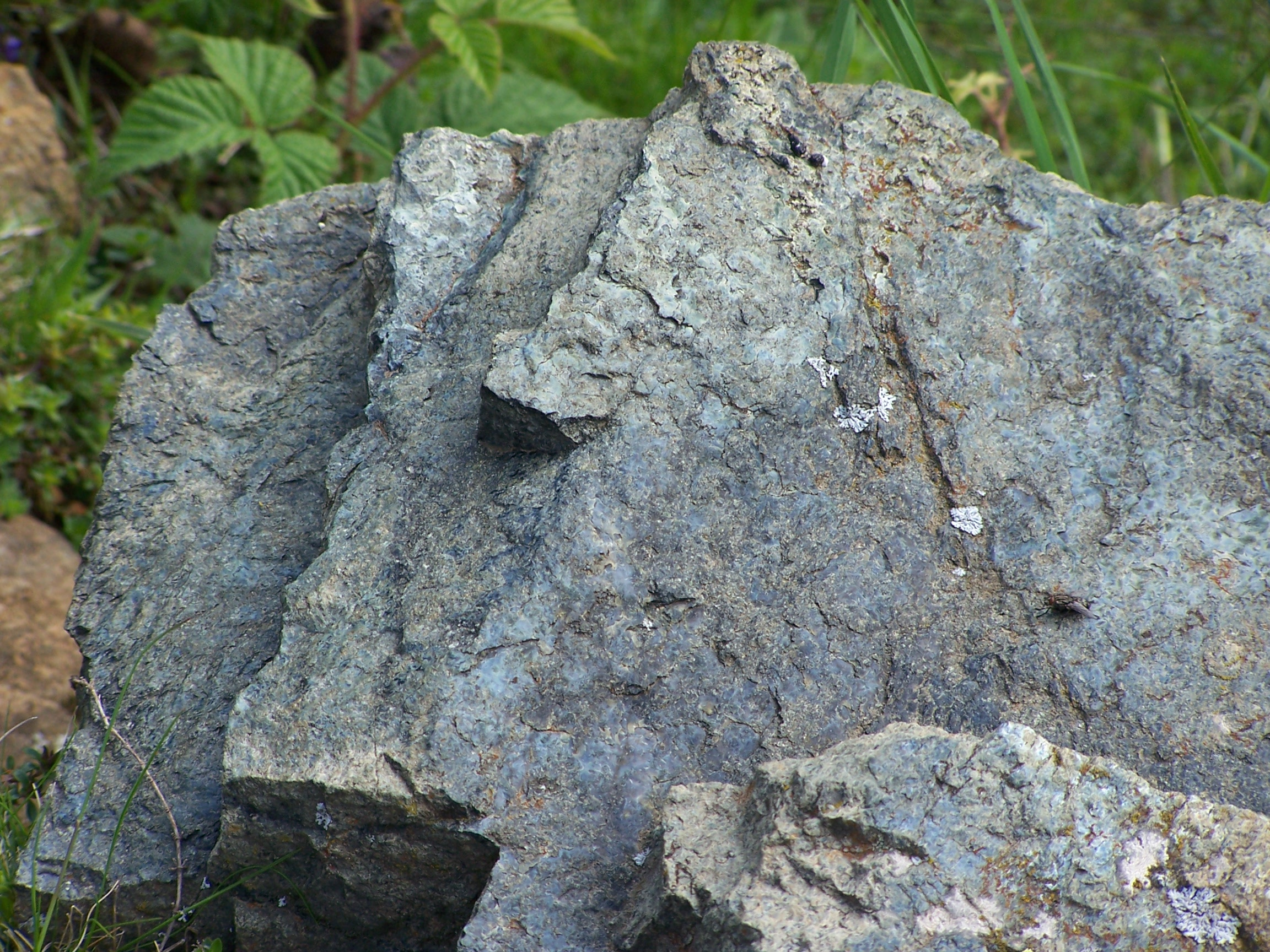
フランス、Etang de Lersのレルゾライト

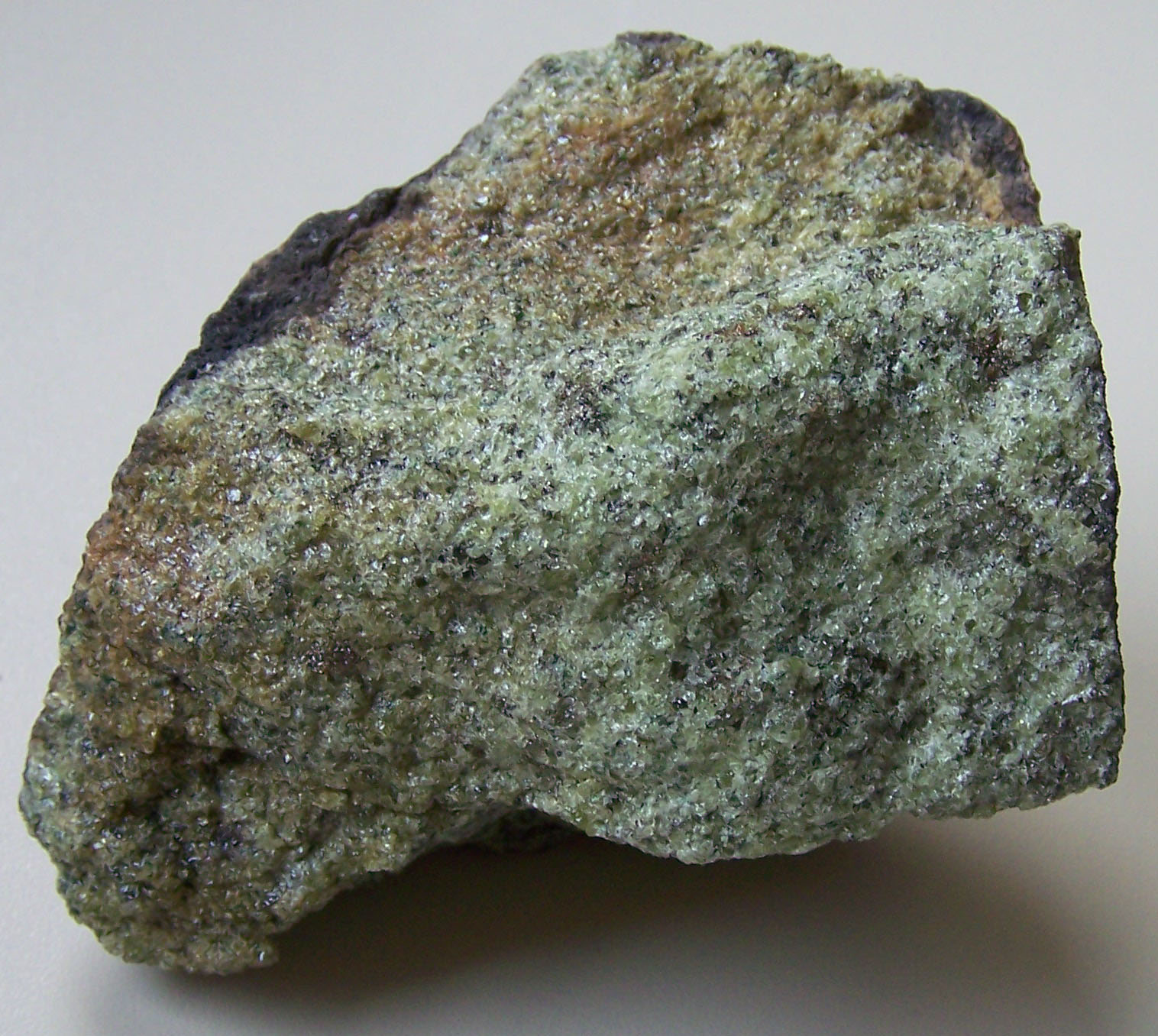
ドイツ、Eifelのレルゾライト

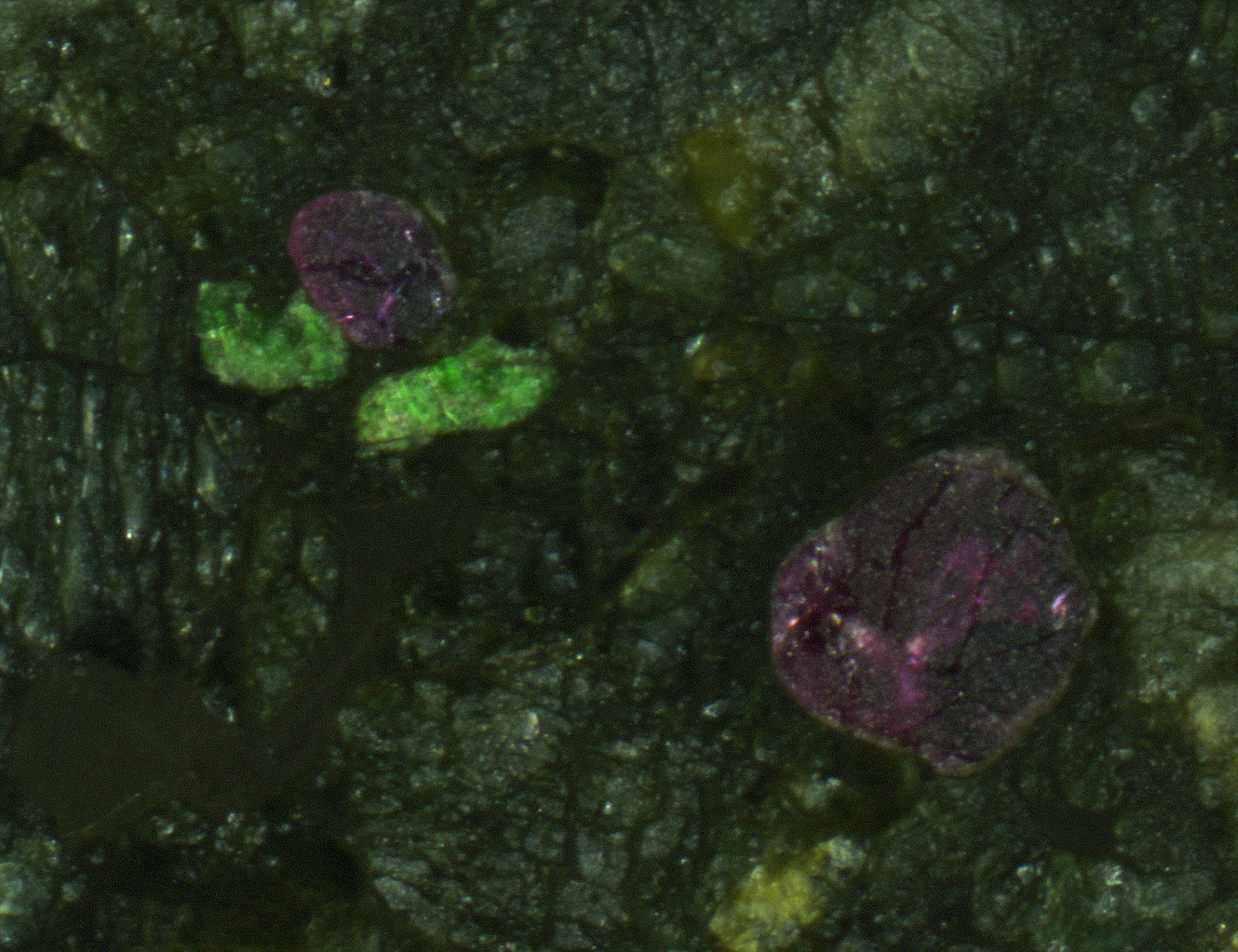
南アフリカ・キンバリーのザクロ石レルゾライト。キンバーライトパイプ捕獲岩。画像の横幅1.6cm。紅紫色はパイロープ、鮮緑色はクロム透輝石、暗緑色-黒色は斜方輝石、オリーブ緑はかんらん石である。

レルゾライト（英語: Lherzolite）あるいは複輝石かんらん岩は、超塩基性火成岩に分類されるかんらん岩の一種である。50%-90%のかんらん石のほかに斜方輝石と単斜輝石を含む粗粒な岩石で、副成分としてクロムスピネル、ザクロ石を含む。レルゾライトはオフィオライト複合岩体の下部、アルプス型かんらん岩体、中央海嶺に伴う破断帯、アルカリ玄武岩やキンバーライトパイプ中の捕獲岩から産する。スピネルレルゾライトは玄武岩質マグマの供給源の一つである。
最も浅い部分で形成されたレルゾライトは、玄武岩質成分にやや枯渇するが、より深いところでは玄武岩質成分に肥沃なレルゾライトとなる。肥沃なレルゾライトのなかでも浅い深度（20-30 km）で生成したものは斜長石を含み、斜長石レルゾライトとなる。より深いところでは斜長石は不安定でスピネルに置き換わり、スピネルレルゾライトとなる。さらに深いところ（約90 km）では、パイロープが最も安定なアルミナ相となる。パイロープを含むザクロ石レルゾライトは深さ300kmまで広がる上部マントルの主要な構成成分である。
月の下部マントルはレルゾライトからなると考えられている。

## レルズ岩体
レルゾライトはフランス・ピレネー山脈にあるアルプス型かんらん岩体のレルズ山塊（Lherz Massif）から名付けられた。レルズ山塊はスピネル輝岩、ザクロ石輝岩や角閃岩の層状岩体のほか、ハルツバージャイト、ダナイトも含み、層状岩体はマントルかんらん岩の減圧溶融で生じた部分溶融メルトが地殻に貫入したものであると考えられている。この貫入は中生代の炭酸塩岩に起こっており、石灰岩とレルゾライトからなる角礫岩を成している。